# Lidandets lustgård
Lidandets lustgård (franska : Le Jardin des supplices) är en känd roman från 1899 av Octave Mirbeau. 
Octave Mirbeau : « Domare, präster, soldater, människornas ledare och fostrare tillägnas denna bok. » 

## Handling
Den skildrar en korrumperad politiker som flyr från Frankrike till Asien. På båten träffar han en ung bedårande kvinna, Clara. Hon är svårt sadistisk och tar med honom till Kina. Bokens huvuddel skildrar det vansinniga parets helvetesvandring genom en trädgård myllrande av blommor som växer ur de torterade fångarnas kroppar. Skildringar av en pervers erotik växlar med blomsterbeskrivningar och satiriska avsnitt.

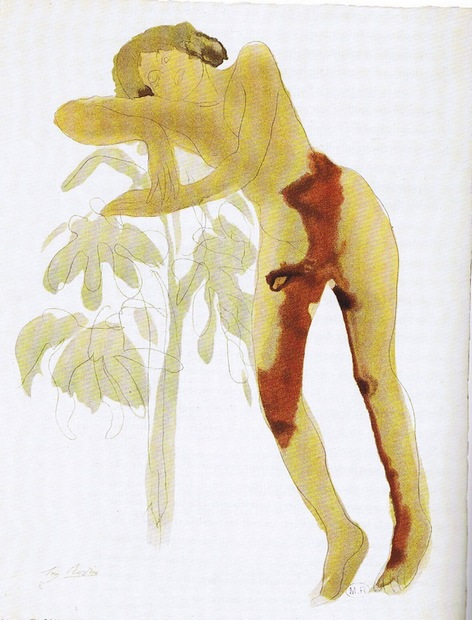
Auguste Rodin, Le Jardin des supplices, Ambroise Vollard, 1902

## Citat
- « Ni är tvingade att hyckla yttre respekt för personer och institutioner som ni finner absurda.. Ni förblir fegt knutna till moralistiska eller samhälleliga konventioner som ni föraktar och fördömer, som ni vet saknar all grund.. Det är denna permanenta inkonsekvens i era idéer och önskningar, och er civilisations alla döda former och alla innehållslösa skenbilder som gör er sorgsna, förvirrade och obalanserade.. I denna outhärdliga konflikt förlorar ni all livsglädje, all förnimmelse av det personliga.. därför att man i varje ögonblick förtränger, hindrar och hejdar era krafters fria spel.. Där har ni den civiliserade världens förgiftade, dödliga sår. »

## Svensk översättning
- 1997, övers. Hans Johansson, Vertigo förlag, « Översträdelsens klassiker », 229 sidor.
- 2013, övers. Hans Johansson, Vertigo förlag, « Erotiska klassiker », illustrerad av Raphaël Freida, 252 sidor.